# Scinax blairi
Scinax blairi là một loài ếch trong họ Nhái bén.

## Habitat and Ecology
Nó là loài đặc hữu của Colombia.
Các môi trường sống tự nhiên của chúng là xavan ẩm, đầm nước ngọt, vùng đồng cỏ, các đồn điền, vườn nông thôn, ao, đất có tưới tiêu, đất nông nghiệp có lụt theo mùa, và kênh đào và mương rãnh.